# Broome (Austràlia Occidental)
Broome és una població costanera dins la regió de Kimberley a Austràlia Occidental, 2,240 km (1,390 mi) al nord de Perth. La població urbana s'estima en 14.776 habitants, pujant a més de 45.000 per mes durant la temporada turística. Té un aeroport internacional.

## Història
Broome està situada en les terres tradicionals del poble Yawuru.
William Dampier el 1688, va visitar la propera Península Dampier. El 1879, Charles Harper suggerí que s'hi podria establir una indústria de les perles. El 1883, John Forrest escollí el lloc de la població i li va donar nom en honor del governador Sir Frederick Broome.
El 1889, un cable telegràfic submarí s'hi establí des d'aquí fins Java i Anglaterra (Cable Beach).
Broome va ser atacada quatre vegades pels japonesos durant la Segona Guerra Mundial, hi moriren 86 persones.

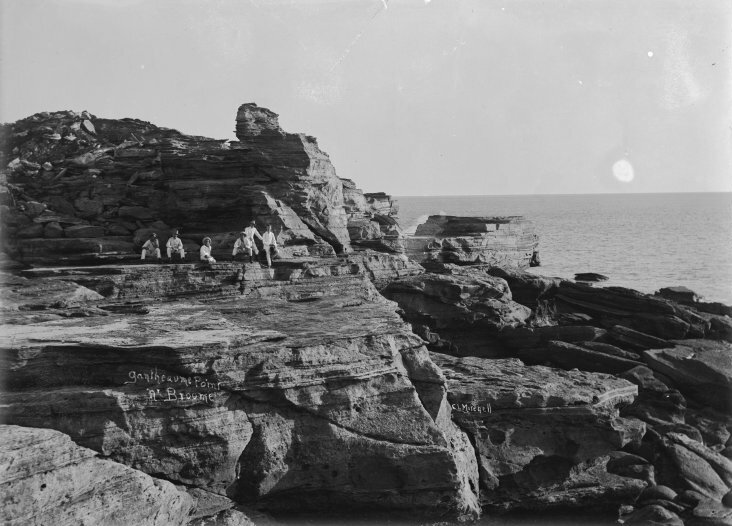
Gantheaume Point, circa 1910.

A Gantheaume Point i 30 m (98 ft) del mar hi ha petjades de dinosaures datades del Cretaci.

## Clima
Segons la Classificació de Köppen, Broome té un clima semiàrid (BSwhg);
| Dades climàtiques a Broome Airport  | Dades climàtiques a Broome Airport | Dades climàtiques a Broome Airport | Dades climàtiques a Broome Airport | Dades climàtiques a Broome Airport | Dades climàtiques a Broome Airport | Dades climàtiques a Broome Airport | Dades climàtiques a Broome Airport | Dades climàtiques a Broome Airport | Dades climàtiques a Broome Airport | Dades climàtiques a Broome Airport | Dades climàtiques a Broome Airport | Dades climàtiques a Broome Airport | Dades climàtiques a Broome Airport |
| Mes                                 | gen                                | febr                               | març                               | abr                                | maig                               | juny                               | jul                                | ag                                 | set                                | oct                                | nov                                | des                                | anual                              |
| ----------------------------------- | ---------------------------------- | ---------------------------------- | ---------------------------------- | ---------------------------------- | ---------------------------------- | ---------------------------------- | ---------------------------------- | ---------------------------------- | ---------------------------------- | ---------------------------------- | ---------------------------------- | ---------------------------------- | ---------------------------------- |
| Màxima rècord °C (°F)               | 44.1 (111.4)                       | 42.7 (108.9)                       | 42.2 (108)                         | 41.0 (105.8)                       | 38.7 (101.7)                       | 36.2 (97.2)                        | 36.0 (96.8)                        | 37.8 (100)                         | 41.3 (106.3)                       | 43.4 (110.1)                       | 44.3 (111.7)                       | 44.8 (112.6)                       | 44.8 (112.6)                       |
| Màxima mitjana °C (°F)              | 33.3 (91.9)                        | 33.0 (91.4)                        | 34.0 (93.2)                        | 34.3 (93.7)                        | 31.6 (88.9)                        | 29.2 (84.6)                        | 28.9 (84)                          | 30.3 (86.5)                        | 31.8 (89.2)                        | 33.0 (91.4)                        | 33.7 (92.7)                        | 33.9 (93)                          | 32.2 (90)                          |
| Mínima mitjana °C (°F)              | 26.3 (79.3)                        | 26.0 (78.8)                        | 25.5 (77.9)                        | 22.7 (72.9)                        | 18.3 (64.9)                        | 15.2 (59.4)                        | 13.7 (56.7)                        | 14.9 (58.8)                        | 18.5 (65.3)                        | 22.5 (72.5)                        | 25.2 (77.4)                        | 26.5 (79.7)                        | 21.3 (70.3)                        |
| Mínima rècord °C (°F)               | 19.0 (66.2)                        | 15.2 (59.4)                        | 16.0 (60.8)                        | 12.6 (54.7)                        | 7.7 (45.9)                         | 5.2 (41.4)                         | 3.3 (37.9)                         | 3.8 (38.8)                         | 8.9 (48)                           | 13.3 (55.9)                        | 16.7 (62.1)                        | 17.4 (63.3)                        | 3.3 (37.9)                         |
| Pluja mitjana mm (polzades)         | 181.7 (7.154)                      | 177.4 (6.984)                      | 100.0 (3.937)                      | 25.8 (1.016)                       | 27.2 (1.071)                       | 18.9 (0.744)                       | 6.8 (0.268)                        | 2.2 (0.087)                        | 1.4 (0.055)                        | 1.4 (0.055)                        | 9.1 (0.358)                        | 62.3 (2.453)                       | 614.2 (24.182)                     |
| Mitjana de dies de pluja (≥ 0.2 mm) | 11.6                               | 11.5                               | 7.9                                | 2.6                                | 2.4                                | 1.8                                | 1.3                                | 1.0                                | 0.9                                | 0.6                                | 1.3                                | 5.5                                | 48.4                               |
| Mitjana mensual d'hores de sol      | 257.3                              | 212.8                              | 263.5                              | 294.0                              | 291.4                              | 282.0                              | 306.9                              | 325.5                              | 312.0                              | 337.9                              | 336.0                              | 291.4                              | 3.510,7                            |
|                                     |                                    |                                    |                                    |                                    |                                    |                                    |                                    |                                    |                                    |                                    |                                    |                                    |                                    |